# Romuald Iszkowski
Romuald Erazm Iszkowski (ur. 7 lutego 1848 w Łańcucie, zm. 11 maja 1904 w Wiedniu) – polski inżynier hydrotechnik.

## Życiorys
Po ukończeniu szkoły realnej we Lwowie w 1866 przez dwa lata studiował na Akademii Technicznej, w 1868 wyjechał do Wiednia i tam kontynuował naukę na Wydziale Inżynierii Politechniki Wiedeńskiej. W 1871 otrzymał dyplom ukończenia studiów i rozpoczął pracę w Westbahn (Kolei Zachodniej), a następnie w Komisji Regulacji Dunaju (Donau-Regulierung Kommission). Zaprojektował i nadzorował budowę filarów i przyczółków mostu Kaiser Franz-Josef Brucke, który powstawał nad przekopem Dunaju pod miastem. W 1874 po oddaniu mostu do użytku otrzymał od cesarza wyróżnienie, rok później rozpoczął pracę nad projektowaniem mostów i systemu śluz nawadniających pola w Marchii.
W 1877 zamieszkał we Lwowie, gdzie otrzymał stanowisko adiunkta budownictwa w Wydziale Krajowym Namiestnictwa. Został członkiem Towarzystwa Politechnicznego, referował tam plany regulacji górnego odcinka Dniestru i melioracji bagien pod Samborem. W październiku 1879 powrócił do Wiednia, otrzymał etat w Departamencie Dróg i Robót Wodnych Ministerstwa Spraw Wewnętrznych. W 1880 uzyskał tytuł inżyniera, a trzy lata później starszego inżyniera. Jego praca "Ulotnianie opadów atmosferycznych", którą opublikowano na początku 1883 równocześnie w Czasopiśmie Technicznym i Das Verdunstungprocess była pierwszą polską publikacją o parowaniu wody. W tym samym roku rozpoczął prace nad przepływem wód, rok później po raz pierwszy opublikował wstępne wyniki badań nad opracowaniem wzorów do oblizania przepływów charakterystycznych rzek i potoków.
W 1886 ukazała się w językach polskim i niemieckim ostateczna wersja wzorów opartych na informacjach o zlewni cieku i wysokości opadów atmosferycznych. Szybko stały się powszechnie używane w Europie Środkowej, w Polsce stosowano je do początku lat 50. XX wieku. W 1887 został radcą budownictwa, a trzy lata później starszym radcą. Uczestniczył w pracach rosyjsko-austriackiej komisji regulacji granicznego odcinka Wisły i Sanu, w 1891 odwiedził Warszawę, jego udział w pracach komisji został wynagrodzony odznaczeniem Orderem św. Stanisława II klasy z Gwiazdą. Będąc członkiem Związku Austriackich Inżynierów i Architektów w 1892 zainicjował powstanie komitetu doradczego, który rozpoczął prace nad opracowaniem statutu organizacyjnego austriackiej służby hydrologicznej. Prace te zakończyły się w sierpniu 1893, dwa miesiące później oficjalnie powołano do życia służbę hydrograficzną (hydrologiczną) z Ernstem Laudą na czele. Była ona oddzielnym wydziałem w Departamencie Budownictwa Wodnego Ministerstwa Spraw Wewnętrznych, jej statut opublikowano w grudniu 1894. W tym samym roku opublikował pracę dotyczącą prognozy stanów wody. Opublikował też pracę dotyczącą zamulania się starorzeczy, parcia gruntu i ruchu pojazdów kołowych.
W 1895 otrzymał funkcję radnego sekcyjnego stając na czele Departamentu Dróg i Mostów, w którym stworzył Biuro Budowy Mostów. W 1896 dodatkowo premier Kazimierz Badeni wyznaczył Romualda Iszkowskiego do kierowania sprawami wodnymi w Galicji i Bukowinie, stworzył zespół złożony z inżynierów narodowości polskiej pozyskał znaczne fundusze na prace melioracyjne i regulację rzek. W 1897 został radcą ministerialnym w Komisji Regulacji Dunaju i Dyrekcji Budowy Kanałów Spławnych. W 1901 za zaangażowanie podczas prac Międzynarodowej Austriacko-Rosyjsko-Rumuńskiej Konferencji Regulacji Prutu otrzymał Cesarskim Rosyjskim Orderem św. Stanisława I klasy, Wielkim Krzyżem Oficerskim Królewskiego Orderu Rumuńskiego oraz Orderem Żelaznej Korony III klasy. 8 maja 1904 cesarz Franciszek Józef nadał Romualdowi Iszkowskiemu tytuł szlachecki, ale złożony ciężką chorobą inżynier prawdopodobnie nie był świadomy otrzymania tak wysokiego uznania. Zmarł 11 maja 1904. Został pochowany na cmentarzu Weidling-Klosterneuburg.
Zasłynął przejechaniem na rowerze 6000 km po drogach Środkowej Europy, swoje wnioski zawarł w instrukcji utrzymania dróg, która została opublikowana w 1902 jako rozporządzenie Ministra Spraw Wewnętrznych. Podróże odbywał z synami, a postoje umilali sobie zespołowym śpiewem.
9 maja 1904 dokonano jego pośmiertnego uszlachcenia. Miał żonę Stefanię oraz dzieci Gustawa, Stefana, Romana, Julię, Zofię.

## Wynalazki
Romuald Iszkowski był autorem kilku wynalazków z dziedziny hydrologii oraz techniki transportowej:
- podczas montażu żelaznej konstrukcji opracował wózek rewizyjny, pierwsze tego typu urządzenie na świecie,
- stworzył przyrząd pozwalający na pomiary prędkości ruchu pieszego, kołowego i wodnego,
- w 1895 opracował własny projekt ombrometru, który sam rejestrował wysokość, czas trwania oraz natężenie opadów.